# Marcel Pagnol
Marcel Pagnol (28. února 1895, Aubagne – 18. dubna 1974, Paříž) byl francouzský spisovatel, dramatik a filmař, člen Francouzské akademie. Znám je především pro svou tetralogii Vzpomínky z dětství.

## Životopis

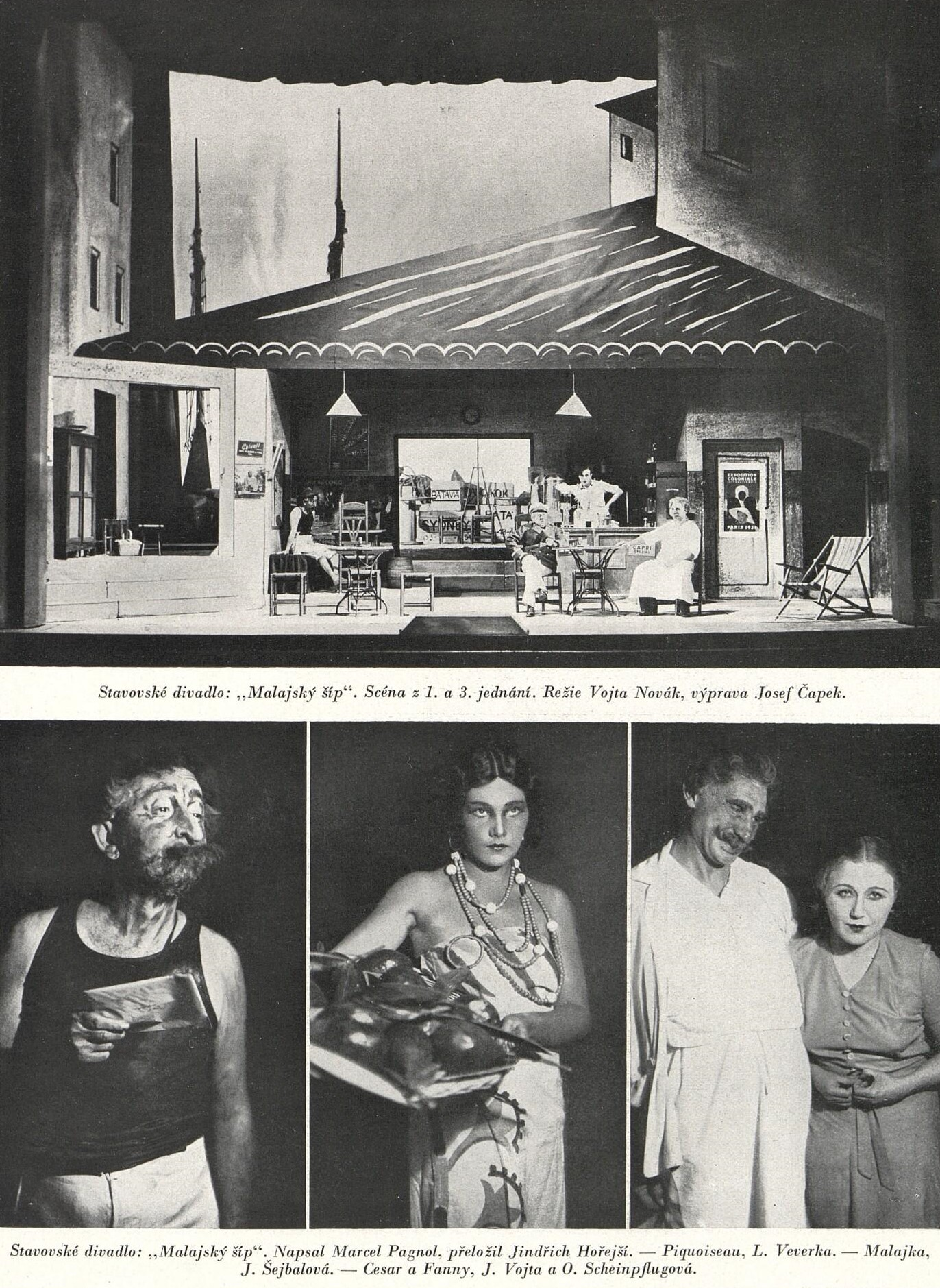
Marcel Pagnol: Malajský šíp (Marius), Stavovské divadlo Praha, 1931

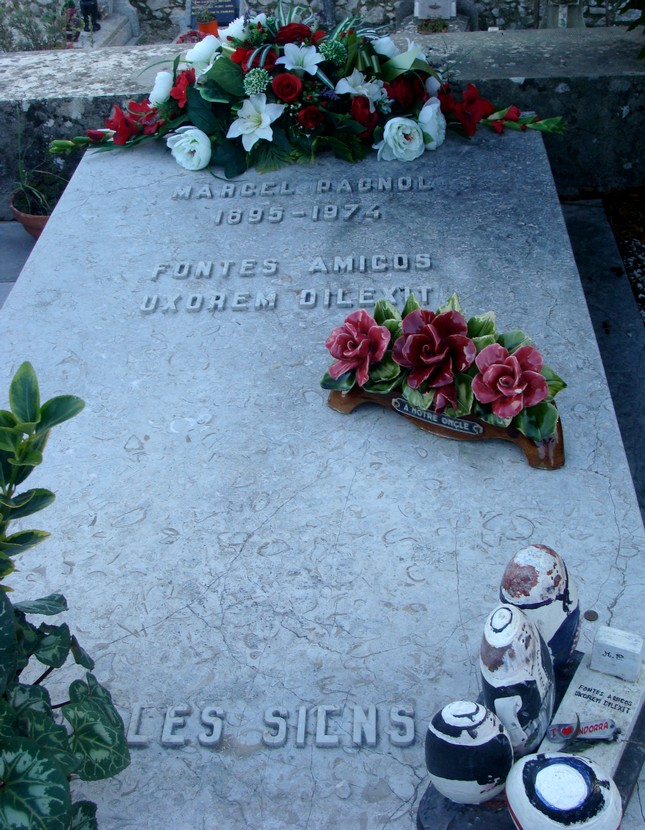
Hrob Marcela Pagnola na hřbitově 'Cimetière de la Treille'.

Narodil se v Aubagne jako syn učitele. Byl rovněž učitelem a později profesorem na střední škole v Marseille a Lycée Condorcet v Paříži. Zde začal psát své první divadelní hry, z nichž největší úspěch měla hra Topaze.
Ve 30. letech se Pagnol zaměřil na filmovou tvorbu (např. velmi úspěšné filmy Pekařova žena nebo Listy z mého mlýna). K tomu účelu zakoupil na návrších nad vesnicí La Treille čtyřiadvacetihektarový pozemek s úmyslem vytvořit zde „provencalský Hollywood“ a natáčel zde své filmy.
Byl ženatý, jeho manželství bylo v roce 1931 rozvedeno. Jeho tři děti pocházely z mimomanželského vztahu.
Z jeho literární tvorby jsou nejznámější romány Vzpomínky z dětství (do češtiny přeloženo pod názvem Jak voní tymián), které představují oslavu šťastného dětství a zároveň jeho rodného kraje Provence, a Živá voda.
V roce 1947 byl jmenován členem Francouzské akademie. Zemřel v roce 1974 v Paříži na rakovinu, pochován byl v rodinném hrobě v Marseille, v okrsku La Treille (Cimetière de la Treille).

## Dílo

### Filmová tvorba
Marcel Pagnol byl režisérem, autorem námětů a scénářů, případně producentem řady filmů. V Česku byly známy např. filmy Tatínkova sláva (La gloire de mon père) a Maminčin zámek (Le château de ma mère) z roku 1990, podle románu Jak voní tymián.

### Divadlo
Hra Malajský šíp (v originále Marius) byla ve 30. letech 20. století hrána v Praze, Brně a Ostravě. Hra Topaze byla na českých jevištích uváděna jako Abeceda úspěchu.

### Česká vydání (výběr)
- Živá voda (L´eau des collines, 1963)  – román z francouzského venkova
- Jak voní tymián (Souvenirs d’enfance, 1957), česky Odeon, 1975 – vzpomínky na dětství (souborné vydání próz Tatínkova sláva, Maminčin zámek , Čas tajemství a nedokončené Čas lásek)
- Dívenka s tmavýma očima (La petite fille aux yeux sombres, 1992), česky Vyšehrad, 1999 – humorně tragická novela o lásce